# Stanična teorija
Stanična teorija je ideja da su stanice osnovna gradivna i funkcionalna jedinica svih živih bića. Razvoj ove teorije tijekom 17-og stoljeća omogućio je napredak u mikroskopiji. Ova teorija jedna je od osnova biologije. Teorija kaže da stanice nastaju od postojećih stanica i da je stanica osnovna funcionalna i gradivna jedinica svih živih bića.

## Povijesni slijed
Priča o biologiji stanice se počinje razvijati prije više od 300 godina, kada su europski znanstvenici počeli usmjeravati svoje primitivne mikroskope u raznoliki biološki materijal koji se kretao od kore drveta do ljudske sperme. Jedan takav znanstvenik bio je i Robert Hooke, kustos instrumenata Kraljevskog društva u Londonu. 1665. g. je Hooke upotrijebio mikroskop iz vlastite izrade kako bi istražio tanke presjeke pluta koje je izrezao svojim džepnim nožićem. Primijetio je mrežu malih odjeljaka u obliku pčeljinjeg saća. Hooke ih je nazvao cellulae, latinski naziv koji označava "male prostorije" što nas dovodi do današnjeg naziva za stanicu.
Zapravo, ono što je Hooke promatrao uopće nisu bile stanice već prazne stanične stijenke koje čine mrtvo biljno tkivo, što kora drveta zapravo i jest. Iako je uvidio da su stanice u drugim biljnim tkivima ispunjene "sokovima", kako ih je sam nazvao, prednost je dao proučavanju prvootkrivenih i uočljivijih staničnih stijenki.
Jedno od sastavnih ograničenja Hookovih opažanja bio je njegov mikroskop koji je promatrani objekt mogao povećati svega 30 puta, otežavajući tako mogućnost upoznavanja s unutrašnjom organizacijom stanica. Ova je prepreka svladana nekoliko godina kasnije od strane Antonija van Leeuwenhoeka, nizozemskog trgovca koji je veliki dio svoga vremena utrošio na izradu mikroskopa. Van Leeuwenhoek je proizvodio ručno ulaštene leće koje su objekte mogle povećati skoro 300 puta. Koristeći ovakve iznimne leće, postao je prva osoba koja je promatrala žive stanice, uključujući krvne stanice, spermije, i jednostanične organizme pronađene u barskoj vodi. O svojim je opažanjima nizom dopisa u zadnjem kvartalu sedamnaestog stoljeća izvijestio Kraljevsko društvo. Njegova detaljna izviješća svjedoče ne samo o visokoj kvaliteti leća koje je koristio, nego i o oštroj moći razlučivanja.
Dva su čimbenika onemogućila daljnje upoznavanje prirode stanica. Jedan je bila ograničena razlučivost tadašnjih mikroskopa, koju čak ni van Leeuwenhoekovi iznimni instrumenti nisu mogli u potpunosti savladati. Drugi, vjerojatno još i važniji, čimbenik je bila prijeko opisna priroda biologije sedamnaestog stoljeća. U biti je to bilo doba opažanja, s malo obzira prema objašnjavanju zanimljivih strukturnih detalja u građi bioloških materijala koji su se tek počimali otkrivati pred prodirućim lećama mikroskopa.
Prošlo je više od stotinu godina prije nego što su spoj unaprijeđenih mikroskopa i iskustvenih mikroskopista doveli do niza razvoja koji su svoj vrhunac dosegli s razumijevanjem važnosti stanica u organizaciji živog svijeta. Do 1830. su unaprijeđene leće dovele do višeg povećanja i bolje razlučivosti, tako da su se mogle razlučiti i strukture razdvojene samo 1 mikrometar (μm) (mikrometar je {\displaystyle 10^{-}6} m, ili milijunti dio metra).
Potpomognut takvim unaprijeđenim lećama, engleski je botaničar Robert Brown otkrio kako je svaka promatrana biljna stanica sadržavala kružnu strukturu, koju je nazvao nucleus, izraz koji potječe iz latinske riječi za "košticu". 1838. g. je njegov njemački kolega Matthias Schleiden došao do važnog zaključka da su sva biljna tkiva građena od stanica i da se biljni zametak uvijek razvija iz jedne stanice. Slične je zaključke vezane uz životinjsko tkivo samo godinu dana kasnije postavio Theodor Schwann, na taj način rušeći prijašnje tvrdnje kako biljke i životinje strukturno ne nalikuju. Lako je razumjeti pod kakvim su se okolnostima te tvrdnje pojavile. Naposljetku, stanične stijenke koje posjeduju samo biljne stanice stvaraju očita razgraničenja među stanicama koja su jasno vidljiva čak i pomoću primitivnih mikroskopa, naspram pojedinačnih životinjskih stanica, koje je znatno teže raspoznati u uzorku tkiva. Tek kad je Schwann promotrio stanice životinjske hrskavice postao je svjestan temeljne sličnosti između biljnog i životinjskog tkiva, jer stanice hrskavice, za razliku od ostalih životinjskih stanica, imaju granice koje jasno određuju tanki nanosi kolagenskih vlakanaca. Schwann je sva ta opažanja povezao zajedno u jednu jedinstvenu teoriju stanične organizacije, koja se othrvala zubu vremena te nastavlja pružati osnovu za naše razumijevanje važnosti stanica i biologije stanica koja ih proučava.

## Izraz
Kao što je to izvorno postulirao Schwann 1839., stanična teorija ima dva osnovna načela:
1.  Svi se organizmi sastoje od jedne ili više stanica.
2.  Stanica je osnovna građevna jedinica svih organizama.
Manje od 20 godina kasnije dodano je i treće načelo. Ono je nastalo iz Brownova izvornog opisa jezgre koje je proširio Karl Nägeli dodajući mu opažanja iz prirode diobe stanica. 1855. je Rudolf Virchow, njemački fiziolog, uspio zaključiti da stanice nastaju na samo jedan način – diobom iz druge, prethodno postojeće stanice. Virchow je taj zaključak sažeo u danas poznati latinski izraz omnis cellula ex cellula, koja u prijevodu postaje treće načelo suvremene stanične teorije:
3.  Sve stanice potječu iz prethodno postojećih stanica.
Prema tome, stanica nije samo osnovna građevna jedinica svih organizama, već i osnovna reprodukcijska jedinica. Drugim riječima, sve što je živo posjeduje staničnu osnovu.